# Martha Gellhorn
Martha Gellhorn (Saint Louis, 8 novembre 1908 – Londra, 15 febbraio 1998) è stata una giornalista e scrittrice statunitense.
Autrice di reportage di viaggio, è inoltre considerata una delle più grandi corrispondenti di guerra del XX secolo; è stata infatti testimone dei più importanti conflitti internazionali che hanno avuto luogo nel corso dei suoi 60 anni di carriera ed è l'unica donna ad essere sbarcata in Normandia a seguito delle truppe alleate. 
Fu inoltre la terza moglie dello scrittore e giornalista Ernest Hemingway, dal 1940 al 1945. 

## Biografia

### Primi anni
Nata in una famiglia di origine ebraica a St. Louis, Missouri, Martha Gellhorn si diplomò alla John Burroughs School per poi frequentare il Bryn Mawr College a Filadelfia. Nel 1927 abbandonò gli studi per intraprendere la carriera di giornalista. I suoi primi articoli apparvero nel The New Republic. Nel 1930, decisa a diventare una corrispondente all'estero, partì per la Francia dove per due anni lavorò presso la United Press Bureau di Parigi. Durante la sua permanenza in Europa divenne un'attivista del movimento pacifista e parlò di queste sue nuove esperienze nel suo primo libro, What Mad Pursuit (1934).
Al suo ritorno negli Stati Uniti, Gellhorn fu ingaggiata da Harry Hopkins come investigatrice per la Federal Emergency Relief Administration per la quale doveva scrivere dei puntuali rapporti sull'impatto della Grande depressione sugli Stati Uniti. I suoi rapporti catturarono l'attenzione di Eleanor Roosevelt e le due donne instaurarono un forte legame d'amicizia destinato a durare per tutta la vita. Le sue scoperte per conto dell'agenzia sono alla base del racconto The Trouble I've Seen (1936).

### La guerra in Europa

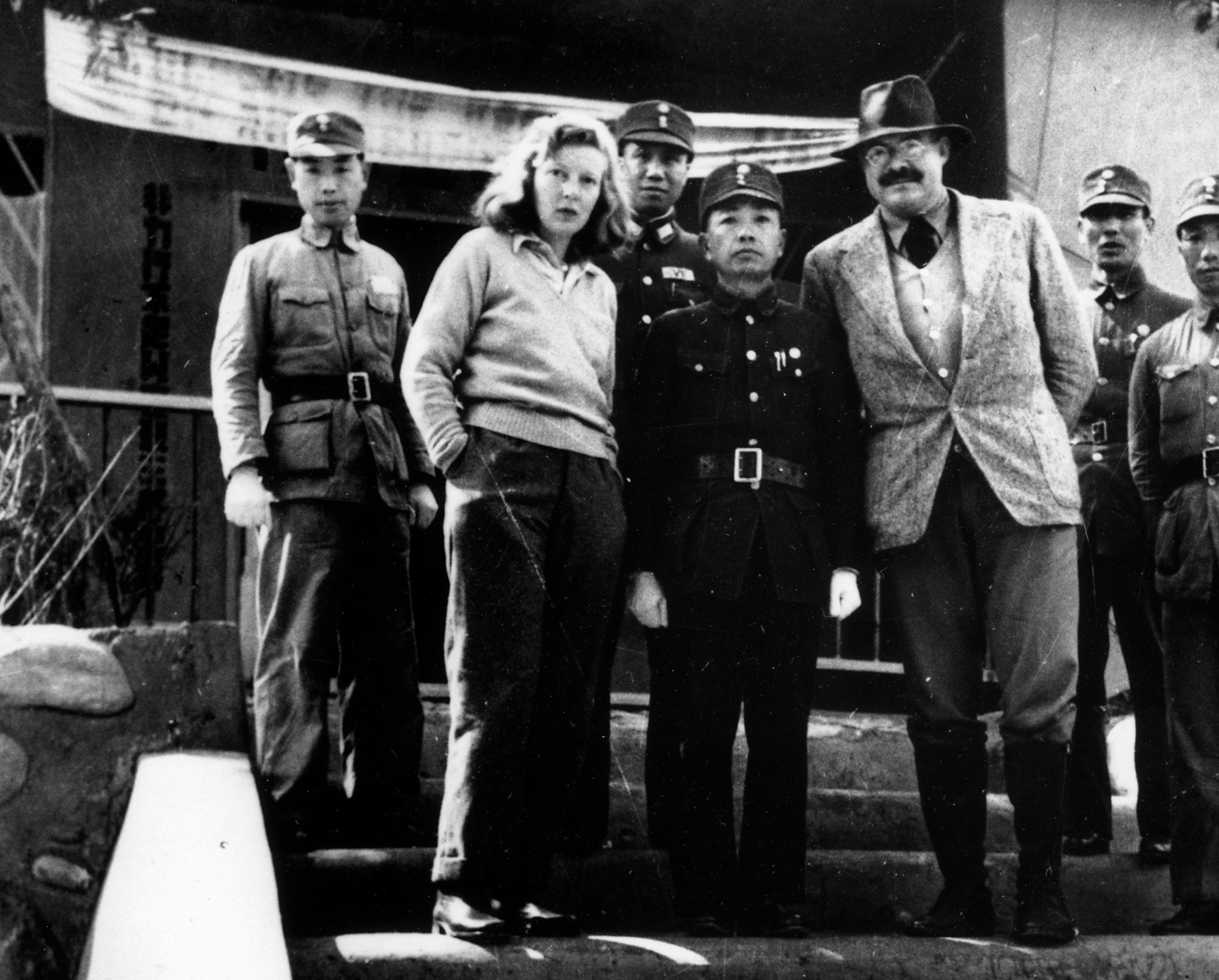
Gellhorn con Hemingway e alcuni militari cinesi nel 1941 a Chungking (Cina)

Martha Gellhorn incontrò Ernest Hemingway per la prima volta durante un viaggio di famiglia a Key West, in occasione del Natale 1936. I due si misero d'accordo per partire assieme in Spagna dove Gellhorn avrebbe dovuto fare da corrispondente per la Guerra civile spagnola per conto del Coller's Weekly. La coppia festeggiò assieme il Natale 1937 a Barcellona. Più tardi, dalla Germania, Gellhorn riportò dell'ascesa di Adolf Hitler e nel 1938 si trovava in Cecoslovacchia. Dopo lo scoppio della Seconda guerra mondiale, avrebbe raccontato questi e altri numerosi eventi di portata storica, nel suo libro A Stricken Field (1940). Gellhorn, durante la Seconda guerra mondiale, è stata corrispondente anche in Finlandia, Hong Kong, Burma, Singapore e Inghilterra.
La Gellhorn era la giornalista che rimase con Indro Montanelli il giorno del bombardamento sovietico di Helsinki. Essendo donna non avrebbe potuto assistere come giornalista allo sbarco in Normandia, ma pur di essere presente all'evento, si imbarcò comunque, fingendosi inizialmente un'infermiera e poi seguendo di nascosto le truppe. Anni dopo disse: "Seguivo la guerra ovunque riuscissi a raggiungerla." È stata la prima giornalista a portare testimonianza del campo di concentramento di Dachau, appena dopo la liberazione.
Dopo aver vissuto con Hemingway per quattro anni, i due si sposarono nel 1940. Sempre più irritato dalle lunghe assenze della Gellhorn dovute al suo mestiere di corrispondente, Hemingway le scrisse una lettera quando lei dovette partire per il fronte italiano nel 1943, dicendole: "Are you a correspondent, or wife in my bed?" ("Sei una corrispondente, o moglie nel mio letto?"). Dopo quattro anni di litigioso matrimonio, si separarono nel 1945.

### Maturità
Dopo la guerra, la Gellhorn ha lavorato per The Atlantic Monthly, facendo reportage sulla Guerra del Vietnam, sulla Guerra dei sei giorni in Medio Oriente e sulle guerre civili nel'America centrale. La guerra in Vietnam la colpì molto e nei suoi articoli era evidente la critica verso il governo americano. Fu in Vietnam nel 1966 ma non poté più ritornarci perché non gradita. All'età di 81 anni partì improvvisamente per Panama a testimoniare l'invasione statunitense. Solo allo scoppio della guerra in Bosnia nel 1990, ammise di essere troppo vecchia per partire, dicendo: "You need to be nimble" ("Bisogna essere agili"). In quegli anni visitò anche il Brasile e fece un reportage sul fenomeno dei "bambini di strada".
Gellhorn ha pubblicato un considerevole numero di libri, inclusa una raccolta di articoli sulla guerra (The Face of War, 1959), sul maccartismo (The Lowest Trees Have Tops, 1967), sui suoi viaggi, anche in compagnia di Hemingway (Travels with Myself and Another, 1978) e una raccolta di articoli del suo periodo di militanza nel movimento pacifista (The View From the Ground, 1988).
Martha Gellhorn morì a Londra nel 1998 all'età di 89 anni, togliendosi la vita dopo una lunga battaglia contro il cancro ed essendo ormai quasi completamente cieca. Dopo la sua morte, in suo onore è stato istituito il Martha Gellhorn Prize for Journalism. Una raccolta delle sue lettere è stata pubblicata postuma nel 2006.

## Vita privata
Martha Gellhorn esercitava enorme fascino sugli uomini, soprattutto su quelli eroici e coraggiosi. Si sposò due volte ma ebbe innumerevoli amanti, che inevitabilmente tentavano di sposarla.
La sua prima relazione importante fu con l'economista francese Bertrand de Jouvenel, dal 1930, quando lei aveva solo 22 anni, sino al 1934. Nel 1935 ebbe probabilmente una relazione con H. G. Wells e l'anno successivo con Paul Willert e col giornalista newyorkese Allen Grover. Dopo il divorzio da Hemingway nel 1945, e una relazione col generale americano James Maurice Gavin, la Gellhorn si risposò nel 1954 col direttore della rivista Time Thomas Stanley Matthews e divorziò nel 1963.
Nel 1949 Martha Gellhorn adottò un bambino da un orfanotrofio italiano vicino a Prato, Alessandro, a cui diede il nome Sandy. Inizialmente si dimostrò una madre devota, ma si rese presto conto di non essere davvero una donna materna. Affidò Sandy per un lungo periodo ad alcuni parenti. La Gellhorn fu poi molto delusa nel vedere suo figlio trasformato in un giovane adulto vuoto e indolente. In seguito si rivolgerà a lui con queste parole: "You are a poor and stupid little fellow in my eyes." ("Ai miei occhi sei solo un povero e stupido piccolo omino").

## Opere
- What Mad Pursuit (1934)
- The Trouble I've Seen (1936)
- A Stricken Field (1940)
- The Heart of Another (1941)
- Liana (1944)
- Love Goes to Press: A Comedy in Three Acts (1947)
- The Wine of Astonishment (1948)
- The Honeyed Peace: Stories (1953)
- Two by Two (1958)
- The Face of War (1959)
- His Own Man (1961)
- Pretty Tales for Tired People (1965)
- Vietnam: A New Kind of War (1966)
- The Lowest Trees Have Tops (1967)
- In viaggio da sola e con qualcuno (Travels With Myself and Another, 1978), traduzione di Guido Logomarsino, Prefazione di Graziella Martina, Collana La mongolfiera, FBE edizioni, 2006, ISBN 88-89160-38-1.
- The Weather in Africa (1984)
- The View From the Ground (1988)
- The Short Novels of Martha Gellhorn, (1991)
- Il volto della guerra. Cinquant'anni al fronte: dalla guerra di Spagna al Salvador (da The Face of War, integrato da altri reportages), Milano, Serra e Riva Editori, 1991.
  -  I volti della guerra. Cinquant'anni al fronte, Collana La Cultura, Milano, Il Saggiatore, 2009, ISBN 978-88-428-1200-5.
- The Novellas of Martha Gellhorn (1993)
- Selected Letters of Martha Gellhorn (2006)

## Televisione
Martha Gellhorn è stata interpretata dall'attrice Premio Oscar Nicole Kidman nel film televisivo Hemingway & Gellhorn, che parla della sua relazione con Hemingway. Sia il film che l'interpretazione della Kidman sono stati apprezzati dalla critica. Per il suo lavoro, la Kidman ha ottenuto una nomination agli Emmy Awards.